# بيل أرمسترونغ
بيل أرمسترونغ (بالإنجليزية: Bill Armstrong)‏ هو سياسي أسترالي، ولد في 1 يوليو 1909 في أستراليا، وتوفي في 22 فبراير 1982. حزبياً، نشط في الحزب الوطني الأسترالي. وقد انتخب عضو مجلس النواب الأسترالي عن دائرة Division of Riverina ‏ (27 فبراير 1965 – 25 أكتوبر 1969).